# Bundestagswahlkreis Dahme-Spreewald – Teltow-Fläming III
Der Wahlkreis Dahme-Spreewald – Teltow-Fläming III (Wahlkreis 62) ist ein Bundestagswahlkreis in Brandenburg. Er umfasst den Landkreis Dahme-Spreewald und den Landkreis Teltow-Fläming ohne die Gemeinden Ludwigsfelde, Jüterbog und Niedergörsdorf. Bei der letzten Bundestagswahl waren 241.186 Einwohner wahlberechtigt.

## Geschichte
Der Wahlkreis wurde im Zuge der Neuordnung der Wahlkreise in Brandenburg vor der Bundestagswahl 2002 aus Teilen der ehemaligen Wahlkreise Luckenwalde – Zossen – Jüterbog – Königs Wusterhausen, Bad Liebenwerda – Finsterwalde – Herzberg – Lübben – Luckau, Fürstenwalde – Strausberg – Seelow und Frankfurt (Oder) – Eisenhüttenstadt – Beeskow unter dem Namen Dahme-Spreewald – Teltow-Fläming III – Oberspreewald-Lausitz I neu gebildet.
Zum Wahlkreis gehörte ursprünglich das gesamte Gebiet des damaligen Amtes Zossen. Nach dessen Auflösung 2003 ging vor der Bundestagswahl 2005 die Gemeinde Groß Schulzendorf an den Bundestagswahlkreis Potsdam – Potsdam-Mittelmark II – Teltow-Fläming II.
Für die Bundestagswahl 2009 gewann der Wahlkreis das Gebiet der Gemeinden Blankenfelde-Mahlow und Rangsdorf vom Wahlkreis Potsdam – Potsdam-Mittelmark II – Teltow-Fläming II dazu.
2005 hatte er die Wahlkreisnummer 62, 2009 die Nummer 63 und seit 2013 wieder die Nummer 62. Seit der Bundestagswahl 2017 gehört anstatt der Gemeinde Blankenfelde-Mahlow die Gemeinde Großbeeren zum Wahlkreis. Zur Bundestagswahl 2025 wurde die Stadt Lübbenau in den Bundestagswahlkreis Elbe-Elster – Oberspreewald-Lausitz umgesetzt und der Wahlkreis in Dahme-Spreewald – Teltow-Fläming III umbenannt.
| Wahl      | Wahlkreisname                                                     | Gebiet |
| --------- | ----------------------------------------------------------------- | --- |
| 2002–2005 | 62 Dahme-Spreewald – Teltow-Fläming III – Oberspreewald-Lausitz I | Landkreis Dahme-Spreewald, vom Landkreis Teltow-Fläming die Gemeinden Luckenwalde und Nuthe-Urstromtal sowie die Ämter Am Mellensee, Baruth/Mark, Dahme/Mark, Niederer Fläming, Trebbin und Zossen sowie vom Landkreis Oberspreewald-Lausitz das Amt Lübbenau/Spreewald                               |
| 2009      | 63 Dahme-Spreewald – Teltow-Fläming III – Oberspreewald-Lausitz I | Landkreis Dahme-Spreewald, vom Landkreis Teltow-Fläming die Gemeinden Am Mellensee, Baruth/Mark, Blankenfelde-Mahlow, Luckenwalde, Niederer Fläming, Nuthe-Urstromtal, Rangsdorf, Trebbin und Zossen sowie das Amt Dahme/Mark und vom Landkreis Oberspreewald-Lausitz die Gemeinde Lübbenau/Spreewald |
| 2013      | 62 Dahme-Spreewald – Teltow-Fläming III – Oberspreewald-Lausitz I | Landkreis Dahme-Spreewald, vom Landkreis Teltow-Fläming die Gemeinden Am Mellensee, Baruth/Mark, Blankenfelde-Mahlow, Luckenwalde, Niederer Fläming, Nuthe-Urstromtal, Rangsdorf, Trebbin und Zossen sowie das Amt Dahme/Mark und vom Landkreis Oberspreewald-Lausitz die Gemeinde Lübbenau/Spreewald |
| 2017–2021 | 62 Dahme-Spreewald – Teltow-Fläming III – Oberspreewald-Lausitz I | Landkreis Dahme-Spreewald, vom Landkreis Teltow-Fläming die Gemeinden Am Mellensee, Baruth/Mark, Großbeeren, Luckenwalde, Niederer Fläming, Nuthe-Urstromtal, Rangsdorf, Trebbin und Zossen sowie das Amt Dahme/Mark und vom Landkreis Oberspreewald-Lausitz die Gemeinde Lübbenau/Spreewald          |
| 2025      | 62 Dahme-Spreewald – Teltow-Fläming III                           | Landkreis Dahme-Spreewald, vom Landkreis Teltow-Fläming die Gemeinden Am Mellensee, Baruth/Mark, Großbeeren, Luckenwalde, Niederer Fläming, Nuthe-Urstromtal, Rangsdorf, Trebbin und Zossen sowie das Amt Dahme/Mark                                                                                  |

## Wahlkreisabgeordnete
| Wahl | Abgeordneter | Abgeordneter   | Partei | Stimmen in % |
| ---- | ------------ | -------------- | ------ | ------------ |
| 2002 |              | Peter Danckert | SPD    | 48,3         |
| 2005 | 42,8         | Peter Danckert | SPD    |              |
| 2009 | 32,4         | Peter Danckert | SPD    |              |
| 2013 |              | Jana Schimke   | CDU    | 37,0         |
| 2017 | 30,7         | Jana Schimke   | CDU    |              |
| 2021 |              | Sylvia Lehmann | SPD    | 26,5         |
| 2025 |              | Steffen Kotré  | AfD    | 33,6         |

## Wahlergebnisse

### Bundestagswahl 2025
| Kandidaten                                            | Kandidaten                 | Parteien/Listen       | Erststimmen | Erststimmen | Zweitstimmen | Zweitstimmen |
| Kandidaten                                            | Kandidaten                 | Parteien/Listen       | Stimmen     | %           | Stimmen      | %            |
| ----------------------------------------------------- | -------------------------- | --------------------- | ----------- | ----------- | ------------ | ------------ |
|                                                       | Steffen Kotrégewählt im WK | AfD                   | 66.815      | 33,6        | 63.993       | 32,1         |
|                                                       | Jana Schimke               | CDU                   | 47.405      | 23,8        | 39.081       | 19,6         |
|                                                       | Anja Soheam                | SPD                   | 35.055      | 17,6        | 29.308       | 14,7         |
|                                                       | Robert Kosin               | Die Linke             | 22.422      | 11,3        | 20.400       | 10,2         |
|                                                       | –                          | BSW                   | –           | –           | 20.398       | 10,2         |
|                                                       | Andrea Lübcke              | Bündnis 90/Die Grünen | 10.248      | 5,2         | 12.431       | 6,2          |
|                                                       | Jean-Paul Kley             | FDP                   | 4.967       | 2,5         | 6.970        | 3,5          |
|                                                       | Matthias Stefke            | FREIE WÄHLER          | 5.510       | 2,8         | 2.852        | 1,4          |
|                                                       | Thomas Hufnagel            | Die PARTEI            | 3.126       | 1,6         | 1.902        | 1,0          |
|                                                       | Sascha Loy                 | Volt                  | 2.151       | 1,1         | 1.413        | 0,7          |
|                                                       | –                          | Bündnis Deutschland   | –           | –           | 467          | 0,2          |
|                                                       | –                          | MLPD                  | –           | –           | 135          | 0,1          |
|                                                       | John Kohle                 | Einzelbewerber        | 1.092       | 0,5         | –            | –            |
| Gesamt                                                | Gesamt                     | Gesamt                | 198.791     | 100         | 199.350      | 100          |
|                                                       |                            |                       |             |             |              |              |
| Ungültige Stimmen                                     | Ungültige Stimmen          | Ungültige Stimmen     | 1.957       | 1,0         | 1.398        | 0,7          |
| Wähler                                                | Wähler                     | Wähler                | 200.748     | 83,2        | 200.748      | 83,2         |
| Wahlberechtigte                                       | Wahlberechtigte            | Wahlberechtigte       | 241.186     |             | 241.186      |              |
|                                                       |                            |                       |             |             |              |              |
| Quellen: Die Bundeswahlleiterin, Kandidaten – Stimmen |                            |                       |             |             |              |              |

### Bundestagswahl 2021
Bei der Bundestagswahl 2021 sind für den Wahlkreis 62 19 Parteien mit Landeslisten und 16 Kandidaten für das Direktmandat angetreten.
| Kandidaten                                          | Kandidaten                  | Parteien/Listen              | Erststimmen | Erststimmen | Zweitstimmen | Zweitstimmen |
| Kandidaten                                          | Kandidaten                  | Parteien/Listen              | Stimmen     | %           | Stimmen      | %            |
| --------------------------------------------------- | --------------------------- | ---------------------------- | ----------- | ----------- | ------------ | ------------ |
|                                                     | Sylvia Lehmanngewählt im WK | SPD                          | 50.696      | 26,5        | 54.650       | 28,5         |
|                                                     | Jana Schimke                | CDU                          | 38.080      | 19,9        | 31.299       | 16,3         |
|                                                     | Steffen Kotré               | AfD                          | 33.719      | 17,6        | 34.411       | 17,9         |
|                                                     | Lars Hartfelder             | FDP                          | 15.073      | 7,9         | 18.893       | 9,9          |
|                                                     | Gerhard Kalinka             | Bündnis 90/Die Grünen        | 13.523      | 7,1         | 16.156       | 8,4          |
|                                                     | Carsten Preuß               | Die Linke                    | 17.417      | 9,1         | 14.955       | 7,8          |
|                                                     | Christiane Müller-Schmolt   | Tierschutzpartei             | 6.735       | 3,5         | 6.073        | 3,2          |
|                                                     | Uwe Tanneberger             | Freie Wähler                 | 8.065       | 4,2         | 5.883        | 3,1          |
|                                                     | Torsten Bartels             | dieBasis                     | 2.916       | 1,5         | 2.743        | 1,4          |
|                                                     | –                           | Die PARTEI                   | –           | –           | 2.080        | 1,1          |
|                                                     | –                           | Unabhängige                  | –           | –           | 991          | 0,5          |
|                                                     | Guido Körber                | Piratenpartei                | 1.319       | 0,7         | 919          | 0,5          |
|                                                     | –                           | Team Todenhöfer              | –           | –           | 614          | 0,3          |
|                                                     | –                           | NPD                          | –           | –           | 550          | 0,3          |
|                                                     | –                           | Volt                         | –           | –           | 544          | 0,3          |
|                                                     | Ralf Nobel                  | ÖDP                          | 442         | 0,2         | 330          | 0,2          |
|                                                     | Susanne Steinhardt          | DKP                          | 394         | 0,2         | 291          | 0,2          |
|                                                     | –                           | Die Humanisten               | –           | –           | 248          | 0,1          |
|                                                     | –                           | MLPD                         | –           | –           | 100          | 0,1          |
|                                                     | Andreas Beer                | Familie (nur Direktkandidat) | 1.817       | 0,9         | –            | –            |
|                                                     | Roald Hitzer                | Einzelbewerber               | 622         | 0,3         | –            | –            |
|                                                     | Michael Gabler              | Einzelbewerber               | 617         | 0,3         | –            | –            |
|                                                     | Volker Commentz             | Einzelbewerber               | 78          | 0,0         | –            | –            |
| Gesamt                                              | Gesamt                      | Gesamt                       | 191.513     | 100         | 191.730      | 100          |
|                                                     |                             |                              |             |             |              |              |
| Ungültige Stimmen                                   | Ungültige Stimmen           | Ungültige Stimmen            | 2.948       | 1,5         | 2.731        | 1,4          |
| Wähler                                              | Wähler                      | Wähler                       | 194.461     | 76,9        | 194.461      | 76,9         |
| Wahlberechtigte                                     | Wahlberechtigte             | Wahlberechtigte              | 252.744     |             | 252.744      |              |
|                                                     |                             |                              |             |             |              |              |
| Quellen: Der Bundeswahlleiter, Kandidaten – Stimmen |                             |                              |             |             |              |              |

### Bundestagswahl 2017
Die Bundestagswahl 2017 hatte folgendes Ergebnis:
| Kandidaten                                          | Kandidaten                | Parteien/Listen                    | Erststimmen | Erststimmen | Zweitstimmen | Zweitstimmen |
| Kandidaten                                          | Kandidaten                | Parteien/Listen                    | Stimmen     | %           | Stimmen      | %            |
| --------------------------------------------------- | ------------------------- | ---------------------------------- | ----------- | ----------- | ------------ | ------------ |
|                                                     | Jana Schimkegewählt im WK | CDU                                | 56.607      | 30,8        | 49.982       | 27,0         |
|                                                     | Dietmar Ertel             | AfD                                | 37.358      | 20,3        | 38.915       | 21,0         |
|                                                     | Sylvia Lehmann            | SPD                                | 36.148      | 19,7        | 32.565       | 17,6         |
|                                                     | Carsten Preuß             | Die Linke                          | 30.278      | 16,5        | 29.217       | 15,8         |
|                                                     | Rico Kerstan              | FDP                                | 8.190       | 4,5         | 13.718       | 7,4          |
|                                                     | Gerhard Kalinka           | Bündnis 90/Die Grünen              | 8.127       | 4,4         | 8.617        | 4,7          |
|                                                     | –                         | Tierschutzpartei                   | –           | –           | 3.456        | 1,9          |
|                                                     | Ralf von der Bank         | Freie Wähler                       | 5.032       | 2,7         | 2.652        | 1,4          |
|                                                     | –                         | Die PARTEI                         | –           | –           | 2.239        | 1,2          |
|                                                     | –                         | NPD                                | –           | –           | 1.468        | 0,8          |
|                                                     | –                         | Deutsche Mitte                     | –           | –           | 726          | 0,4          |
|                                                     | –                         | Bündnis Grundeinkommen             | –           | –           | 610          | 0,3          |
|                                                     | Manfred Ebel              | DKP                                | 692         | 0,4         | 341          | 0,2          |
|                                                     | –                         | ÖDP                                | –           | –           | 314          | 0,2          |
|                                                     | –                         | MLPD                               | –           | –           | 90           | 0,0          |
|                                                     | Guido Körber              | Piratenpartei (nur Direktkandidat) | 1.226       | 0,7         | –            | –            |
| Gesamt                                              | Gesamt                    | Gesamt                             | 183.658     | 100         | 184.910      | 100          |
|                                                     |                           |                                    |             |             |              |              |
| Ungültige Stimmen                                   | Ungültige Stimmen         | Ungültige Stimmen                  | 3.949       | 2,1         | 2.697        | 1,4          |
| Wähler                                              | Wähler                    | Wähler                             | 187.607     | 75,4        | 187.607      | 75,4         |
| Wahlberechtigte                                     | Wahlberechtigte           | Wahlberechtigte                    | 248.708     |             | 248.708      |              |
|                                                     |                           |                                    |             |             |              |              |
| Quellen: Der Bundeswahlleiter, Kandidaten – Stimmen |                           |                                    |             |             |              |              |

### Bundestagswahl 2013
Die Bundestagswahl 2013 hatte folgendes Ergebnis:
| Kandidaten                                          | Kandidaten                | Parteien/Listen          | Erststimmen | Erststimmen | Zweitstimmen | Zweitstimmen |
| Kandidaten                                          | Kandidaten                | Parteien/Listen          | Stimmen     | %           | Stimmen      | %            |
| --------------------------------------------------- | ------------------------- | ------------------------ | ----------- | ----------- | ------------ | ------------ |
|                                                     | Jana Schimkegewählt im WK | CDU                      | 61.487      | 37,0        | 57.867       | 34,8         |
|                                                     | Tina Fischer              | SPD                      | 45.078      | 27,2        | 37.780       | 22,7         |
|                                                     | Steffen Kühne             | Die Linke                | 36.284      | 21,9        | 36.310       | 21,8         |
|                                                     | –                         | AfD                      | –           | –           | 10.605       | 6,4          |
|                                                     | Andreas Rieger            | Bündnis 90/Die Grünen    | 6.324       | 3,8         | 7.425        | 4,5          |
|                                                     | Alice Löning              | FDP                      | 1.989       | 1,2         | 4.526        | 2,7          |
|                                                     | Frank Knuffke             | NPD                      | 5.582       | 3,4         | 4.468        | 2,7          |
|                                                     | Oliver Mücke              | Piratenpartei            | 4.331       | 2,6         | 3.617        | 2,2          |
|                                                     | Barbara Wolff             | Freie Wähler             | 3.670       | 2,2         | 2.381        | 1,4          |
|                                                     | –                         | pro Deutschland          | –           | –           | 713          | 0,4          |
|                                                     | Heiko Müller              | Die Republikaner         | 924         | 0,6         | 576          | 0,3          |
|                                                     | –                         | MLPD                     | –           | –           | 180          | 0,1          |
|                                                     | Lothar Näthebusch         | DKP (nur Direktkandidat) | 333         | 0,2         | –            | –            |
| Gesamt                                              | Gesamt                    | Gesamt                   | 166.002     | 100         | 166.448      | 100          |
|                                                     |                           |                          |             |             |              |              |
| Ungültige Stimmen                                   | Ungültige Stimmen         | Ungültige Stimmen        | 3.478       | 2,1         | 3.032        | 1,8          |
| Wähler                                              | Wähler                    | Wähler                   | 169.480     | 70,4        | 169.480      | 70,4         |
| Wahlberechtigte                                     | Wahlberechtigte           | Wahlberechtigte          | 240.784     |             | 240.784      |              |
|                                                     |                           |                          |             |             |              |              |
| Quellen: Der Bundeswahlleiter, Kandidaten – Stimmen |                           |                          |             |             |              |              |

### Bundestagswahl 2009
Die Bundestagswahl 2009 hatte folgendes Ergebnis:
| Direktkandidat       | Partei     | Erststimmen in % | Zweitstimmen in % |
| -------------------- | ---------- | ---------------- | ----------------- |
| Peter Danckert       | SPD        | 32,4             | 25,9              |
| Steffen Kühne        | Die Linke. | 26,4             | 27,1              |
| Tamara Zieschang     | CDU        | 24,8             | 23,9              |
| Jan Mühlmann-Skupien | FDP        | 7,3              | 9,7               |
| Benjamin Raschke     | GRÜNE      | 5,5              | 6,0               |
| Stella Hähnel        | NPD        | 3,6              | 2,8               |
| —                    | PIRATEN    | —                | 2,6               |
| —                    | FWD        | —                | 0,8               |
| —                    | DVU        | —                | 0,8               |

### Bundestagswahl 2005
Die Bundestagswahl 2005 hatte folgendes Ergebnis:
| Direktkandidat         | Partei    | Erststimmen in % | Zweitstimmen in % |
| ---------------------- | --------- | ---------------- | ----------------- |
| Peter Danckert         | SPD       | 42,8             | 36,9              |
| Carl-Heinz Klinkmüller | CDU       | 23,4             | 21,3              |
| Michael Reimann        | Die Linke | 23,6             | 25,6              |
| Kristof von Platen     | FDP       | 4,1              | 6,7               |
| Werner Brömme          | GRÜNE     | 2,9              | 4,6               |
| Lutz Reichel           | NPD       | 3,2              | 3,1               |
| —                      | GRAUE     | —                | 0,9               |
| —                      | 50Plus    | —                | 0,6               |
| —                      | MLPD      | —                | 0,2               |